# Culcita novaeguineae
Espèce
L'étoile-coussin Culcita novaeguineae est une espèce d'étoiles de mer de la famille des Oreasteridae (« étoiles-coussins »).

## Description

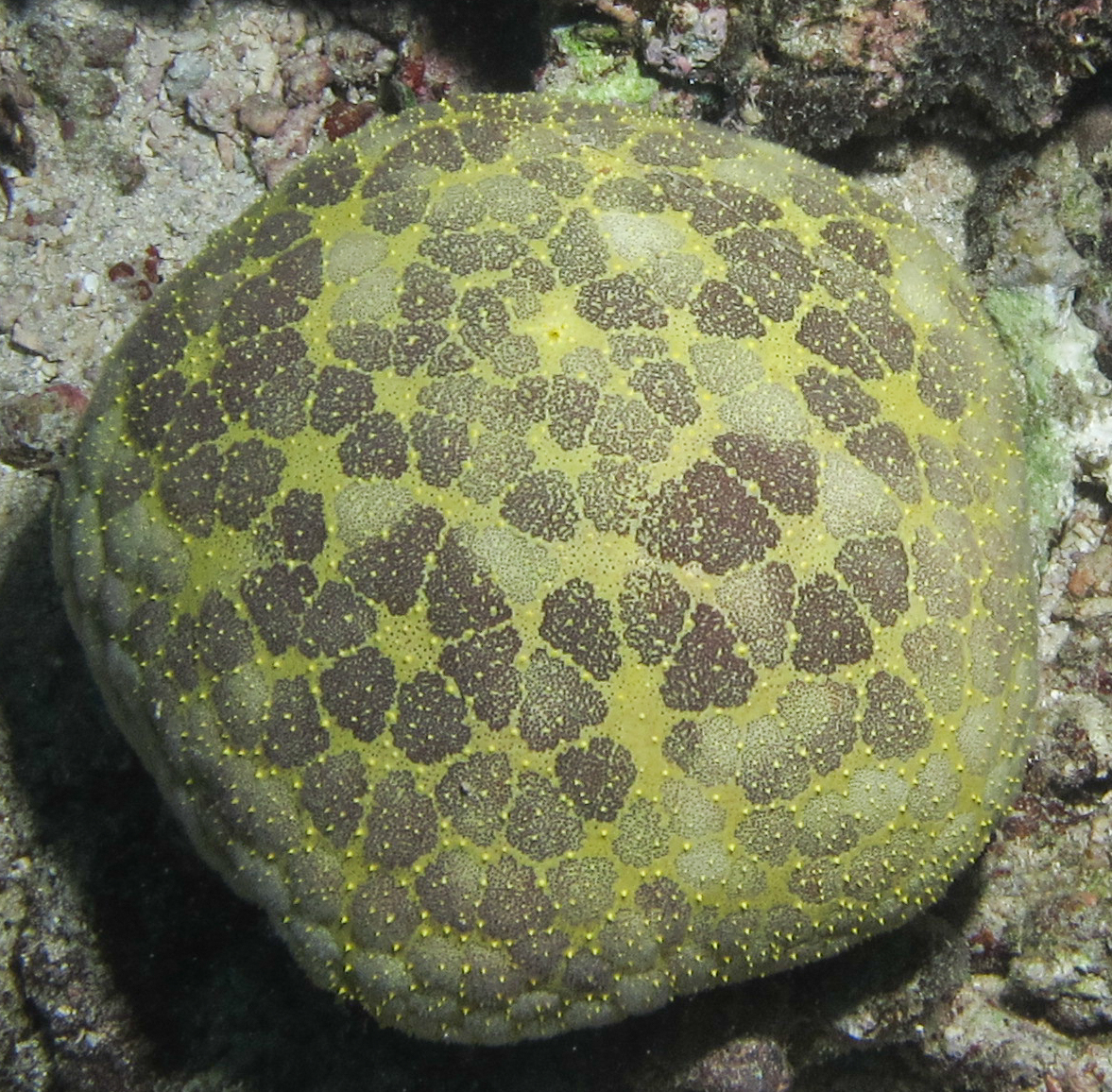
Sur ce spécimen photographié aux îles Fidji, on voit bien les petits piquants répartis autant sur les zones papulaires qu'entre elles, ce qui différencie cette espèce de C. schmideliana.

Ce sont des étoiles très particulières, en forme de coussin rebondi et pentagonal, les cinq bras atrophiés n'étant que les angles obtus (et parfois arrondis ou tronqués).
Le corps peut mesurer jusqu'à 30 cm de diamètre pour 15 cm de haut, et sa coloration peut être très variable : beige, orangé, gris, violet, marron... L'épiderme est parsemé de doubles-taches formées par les touffes de papules respiratoires, qui sont plus sombres et peuvent être d'une couleur différente. Sa peau est très rugueuse au toucher. La face orale est lisse et claire, et laisse voir les cinq fins sillons ambulacraires d'une couleur souvent vive. La face dorsale peut être plus ou moins densément couverte de petits piquants ou de gros tubercules coniques, autant dans les zones papulaires qu'entre elles (contrairement à C. schmideliana). 

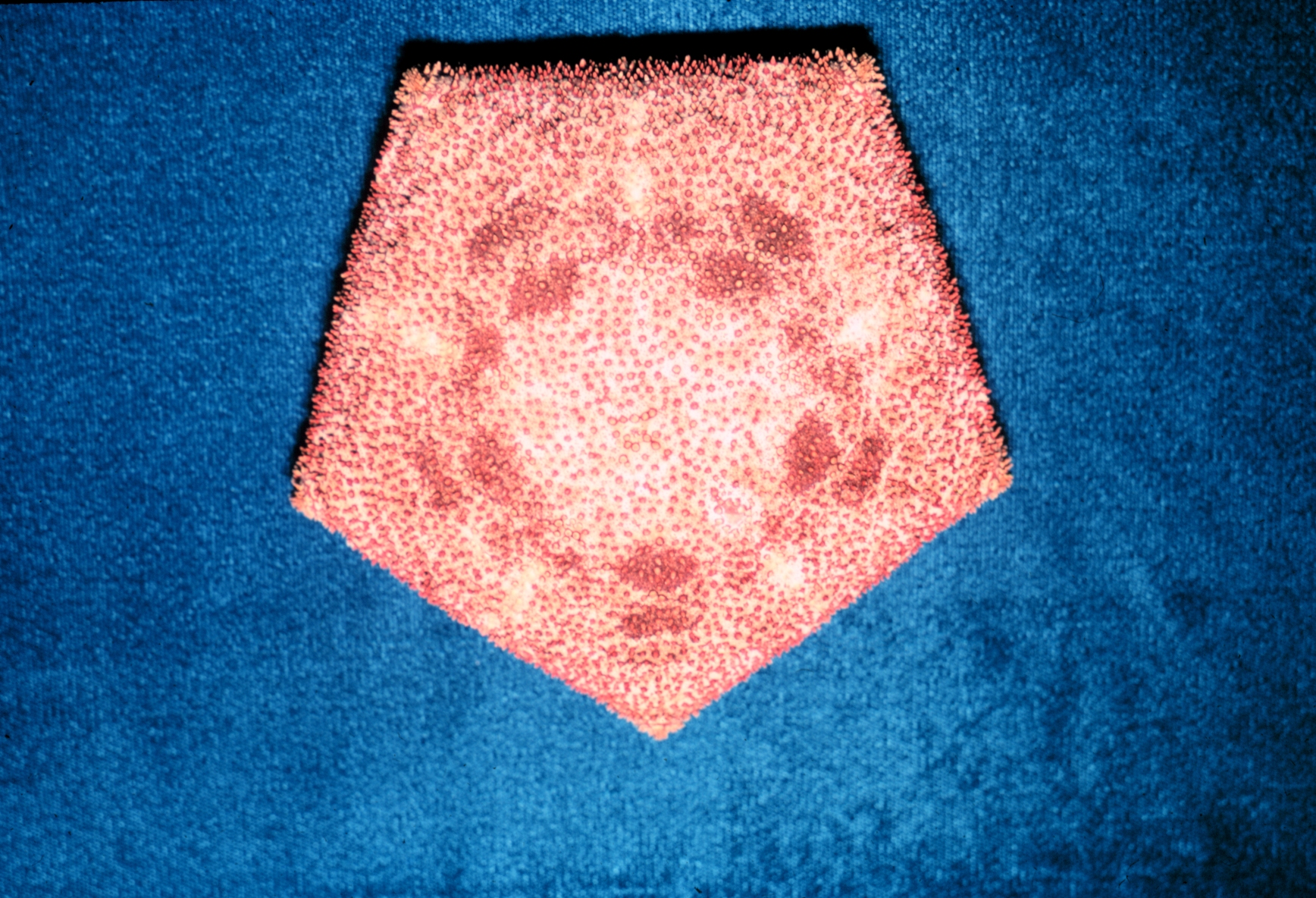
Juvénile encore plat.
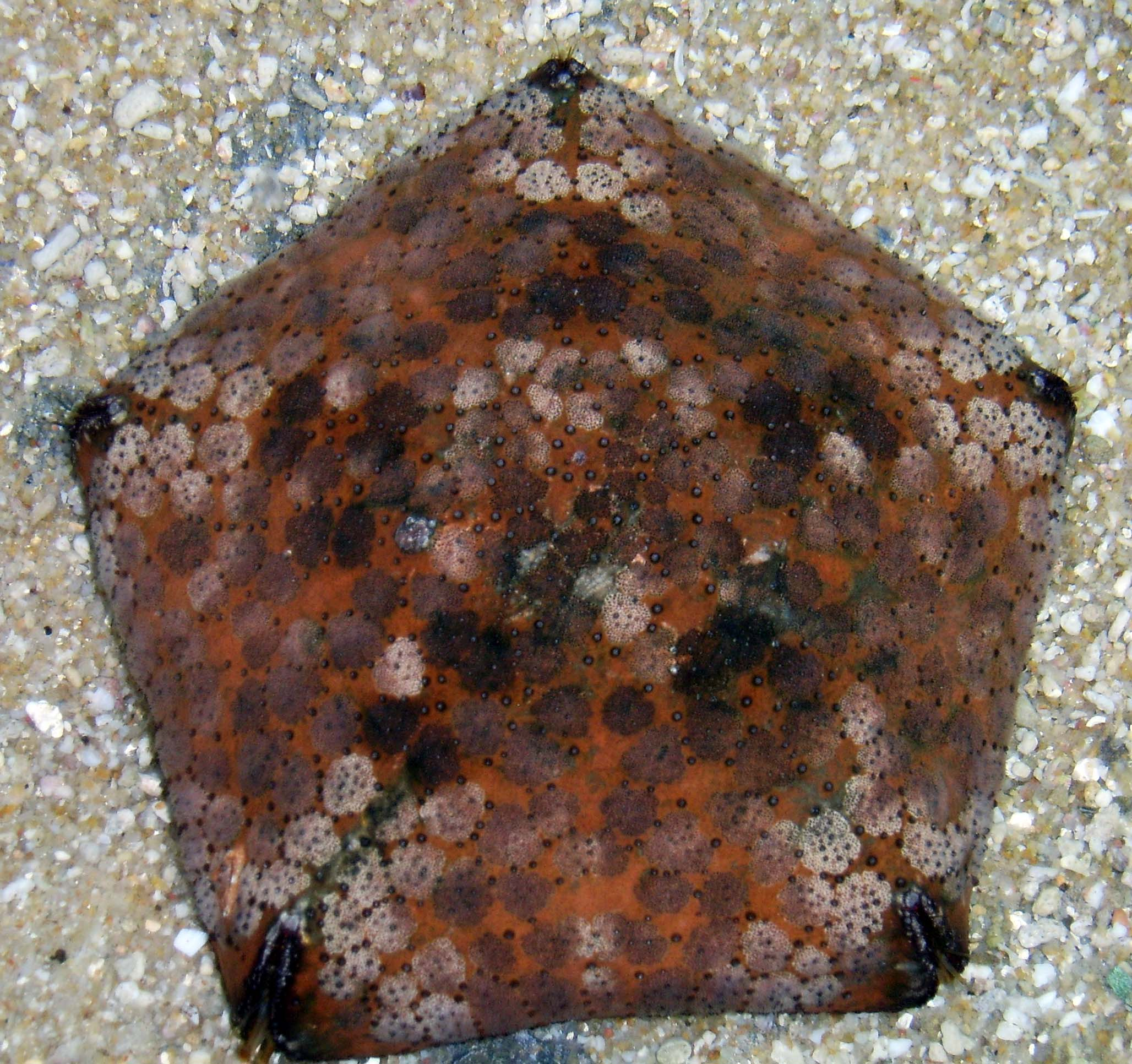
Jeune individu.
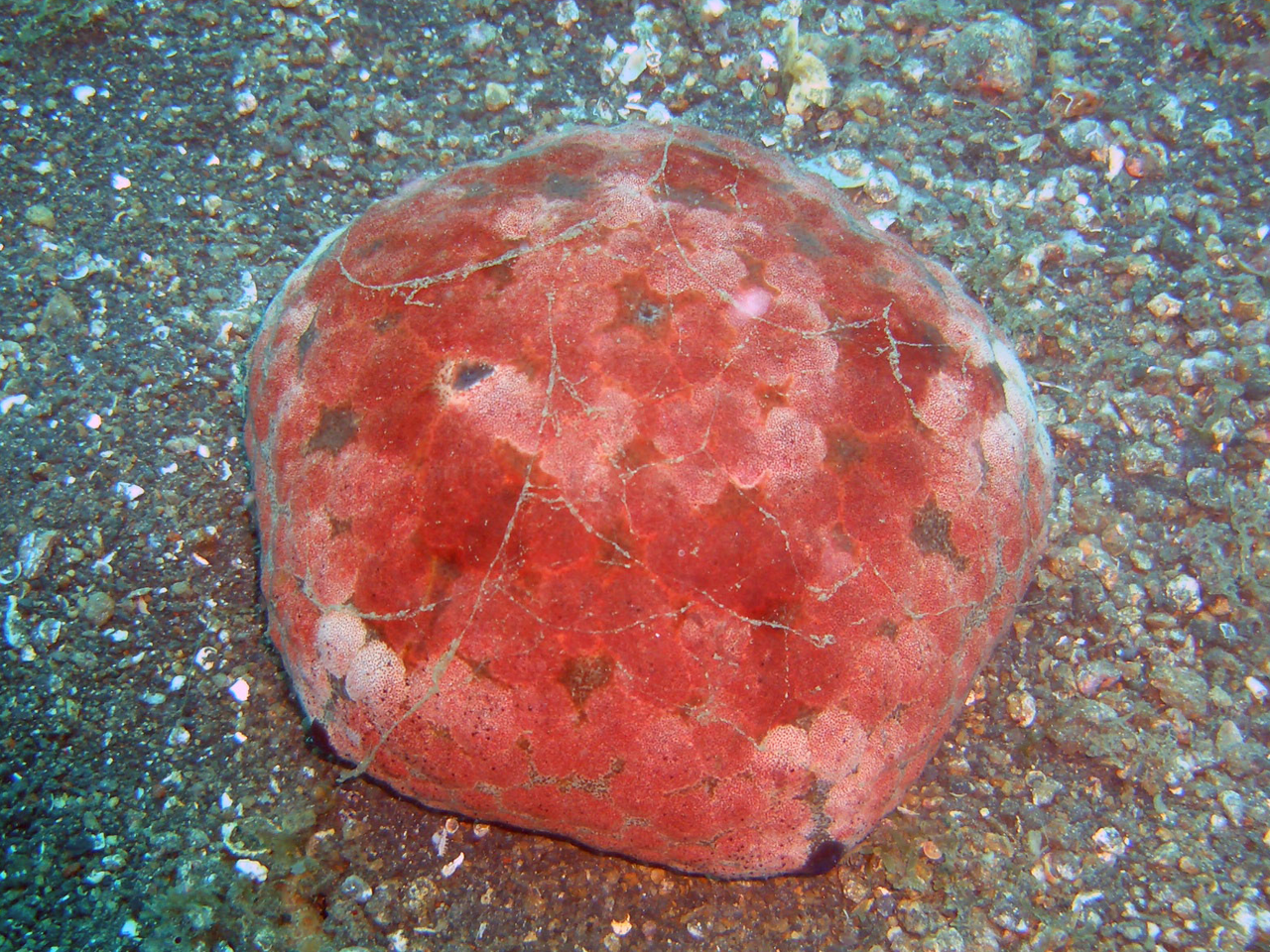
Individu mature, avec les papules rétractées.
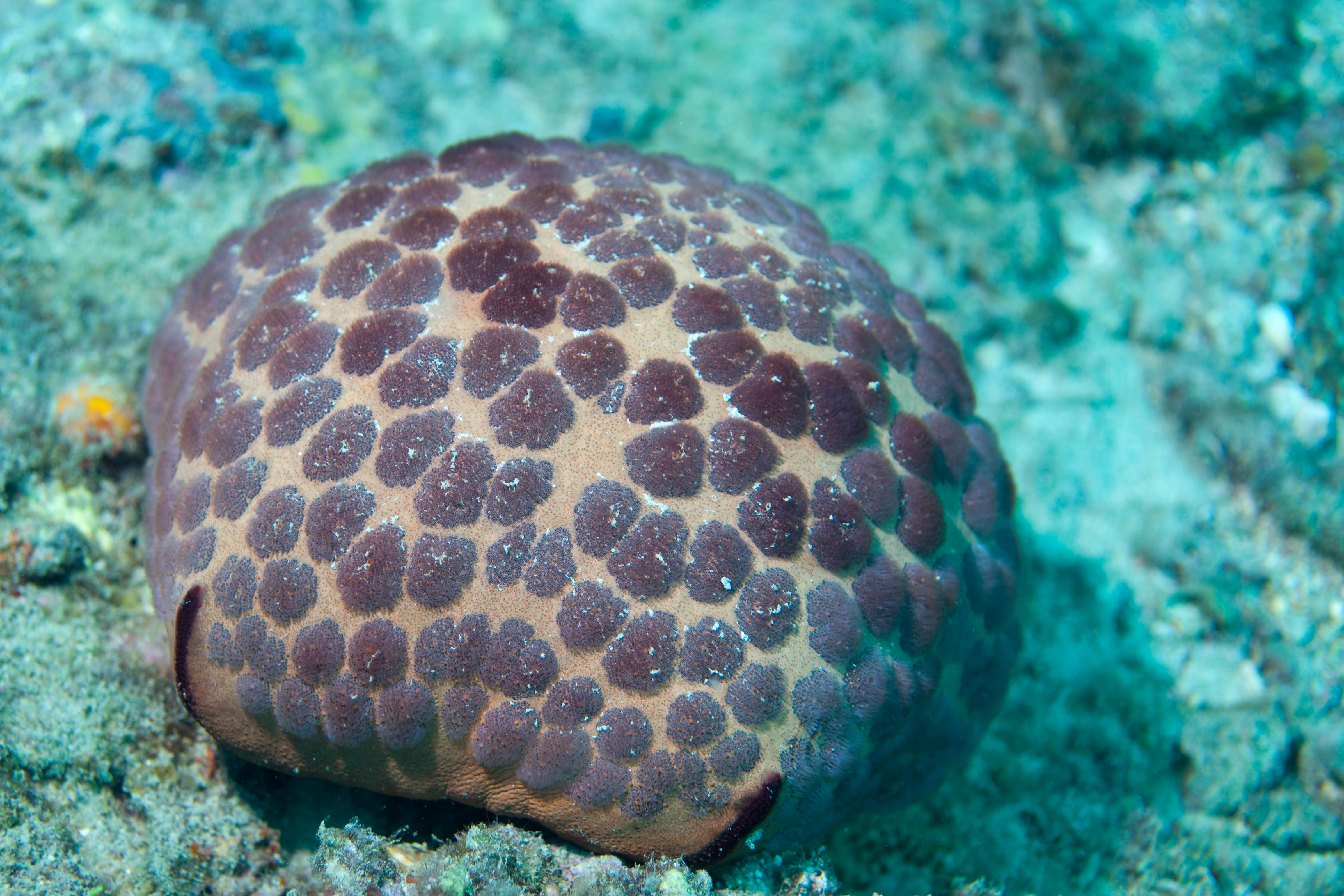
Individu mature, avec les papules visibles.
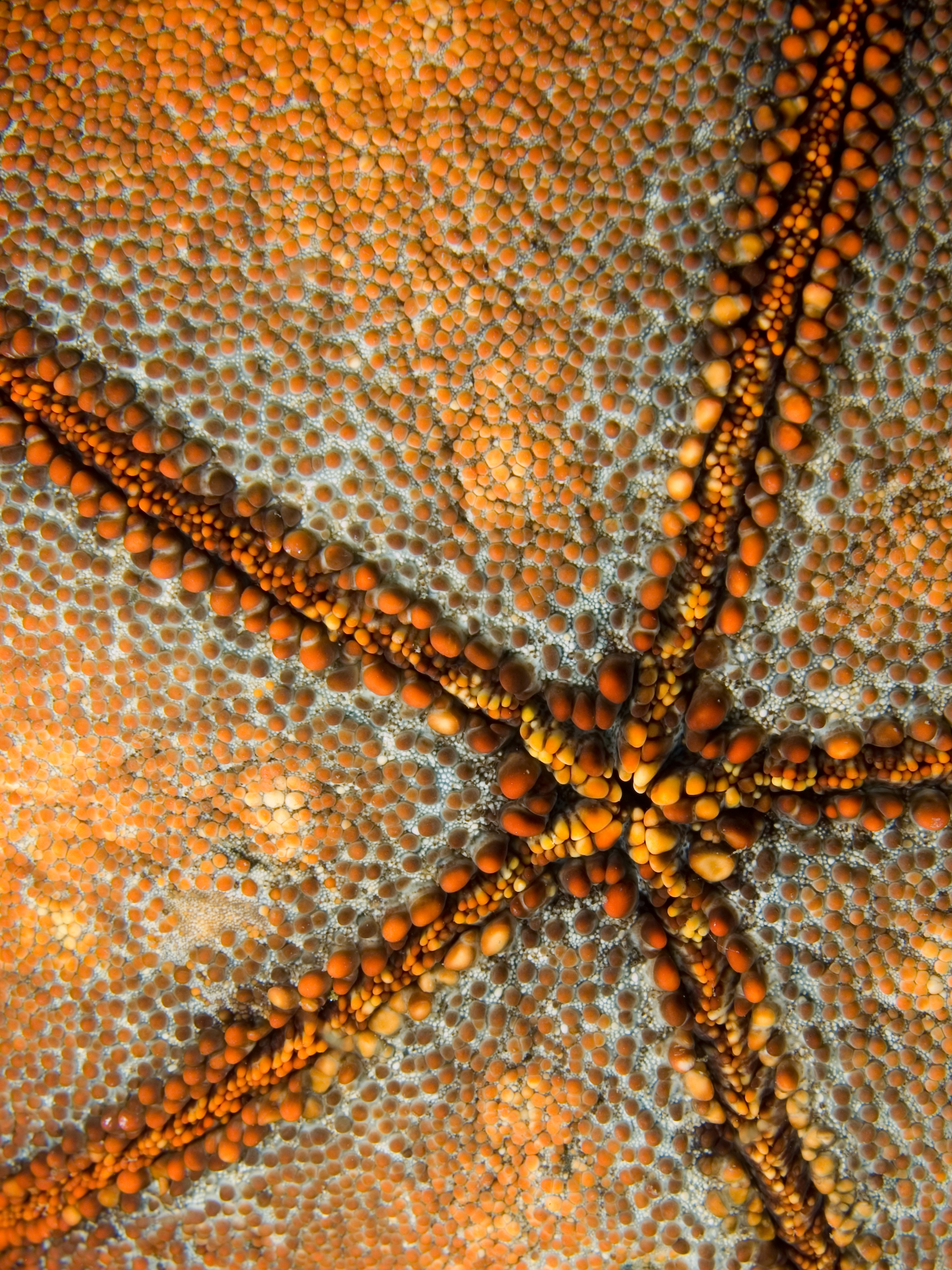
Face orale.

Cette espèce est très proche de sa cousine Culcita schmideliana, dont elle est l'équivalent à l'est de l'océan Indien.
Les juvéniles de cette espèce sont pentagonaux et aplatis, donc très différents morphologiquement des adultes : cela les a longtemps fait prendre pour des espèces de la famille des Goniasteridae (ils furent appelés, entre autres, Goniodiscus sebae) tels que les Peltaster, avec lesquels certains plongeurs continuent de les confondre.

## Habitat et répartition
On trouve cette étoile dans les récifs coralliens de la région indonésienne et du Pacifique ouest, de la surface à une centaine de mètres de profondeur.

## Écologie et comportement
La reproduction est gonochorique, et mâles et femelles relâchent leurs gamètes en même temps grâce à un signal phéromonal, en pleine eau, où œufs puis larves vont évoluer parmi le plancton pendant quelques semaines avant de rejoindre le sol.
Cette étoile peut vivre en symbiose avec certains invertébrés, notamment des crevettes nettoyeuses spécialisées dans les étoiles de mer comme Periclimenes soror.
Son régime est assez omnivore et opportuniste, et inclut notamment du corail.